# Collegio elettorale di Bollate (Senato della Repubblica)
Il collegio di Bollate fu un collegio elettorale uninominale della Repubblica Italiana per l'elezione del Senato della Repubblica. Apparteneva alla Circoscrizione Lombardia e fu utilizzato per eleggere un senatore nella XII, XIII e XIV legislatura.
Venne istituito nel 1993 con la cosiddetta Legge Mattarella (Legge n. 276, Norme per l'elezione del Senato della Repubblica), attuata in seguito al referendum abrogativo del 1993. La legge istituì per la Camera dei deputati e per il Senato della Repubblica un sistema di elezione misto, in parte maggioritario e in parte proporzionale. Il 75% dei parlamentari dell'assemblea veniva eletto in collegi uninominali tramite sistema maggioritario a turno unico; il restante 25% al Senato veniva eletto tramite recupero proporzionale dei più votati non eletti attraverso un meccanismo di calcolo denominato "scorporo", cioè sottraendo dal conteggio dei voti totali di una lista nella parte proporzionale i voti ottenuti dai candidati collegati alla medesima lista che erano eletti nei collegi uninominali con il sistema maggioritario.
Il collegio venne abolito insieme a tutti gli altri che costituivano il Senato con la promulgazione della legge elettorale successiva, la cosiddetta Legge Calderoli. Questa prevedeva un sistema proporzionale con premio di maggioranza, che al Senato veniva attribuito a livello regionale.

## Territorio
Il collegio di Bollate era uno dei 35 collegi uninominali in cui era suddivisa la Lombardia e, come previsto dal D.Lgs. del 20 dicembre 1993 n. 535, era compreso interamente nella provincia di Milano e comprendeva i seguenti comuni: Arese, Barlassina, Bollate, Ceriano Laghetto, Cesate, Cogliate, Garbagnate Milanese, Lainate, Lazzate, Lentate sul Seveso, Limbiate, Meda, Misinto, Novate Milanese e Solaro.

## Eletti
| Elezione | Elezione | Senatore         | Partito                 |
| -------- | -------- | ---------------- | ----------------------- |
|          | 1994     | Erminio Busnelli | Polo delle Libertà (LN) |
|          | 1996     | Ornella Piloni   | L'Ulivo (PDS)           |
|          | 2001     | Cesarino Monti   | Casa delle Libertà (LN) |

## Dati elettorali

### XII legislatura
|                               | Erminio Busnelli ✔️ Eletto  | Polo delle Libertà           | 68 136  | 44,03 |  |  |  |  |  |
|                               | Luciano Giovanni Venturini  | Progressisti                 | 41 481  | 26,80 |  |  |  |  |  |
|                               | Bruno Pavan                 | Patto per l'Italia           | 17 509  | 11,31 |  |  |  |  |  |
|                               | Mariagrazia Crotti Viscardi | Alleanza Nazionale           | 9 503   | 6,14  |  |  |  |  |  |
|                               | Gaetana Elisabetta De Marco | Lista Pannella-Riformatori   | 6 884   | 4,45  |  |  |  |  |  |
|                               | Annunciata Savoldi          | Lega Alpina Lumbarda         | 5 592   | 3,61  |  |  |  |  |  |
|                               | Giuseppe Canali             | Partito Pensionati           | 2 664   | 1,72  |  |  |  |  |  |
|                               | Luciano Concolato           | Lega di Angela Bossi         | 2 030   | 1,31  |  |  |  |  |  |
|                               | Romeo Luca Manfren          | Partito della Legge Naturale | 958     | 0,62  |  |  |  |  |  |
| Totale                        | Totale                      | Totale                       | 154 757 | 100   |  |  |  |  |  |
|                               |                             |                              |         |       |  |  |  |  |  |
| Voti non validi               | Voti non validi             | Voti non validi              | 7 869   | 4,84  |  |  |  |  |  |
| Votanti                       | Votanti                     | Votanti                      | 162 626 | 92,62 |  |  |  |  |  |
| Elettori                      | Elettori                    | Elettori                     | 175 578 |       |  |  |  |  |  |
|                               |                             |                              |         |       |  |  |  |  |  |
| Data: 27-28 marzo 1994        |                             |                              |         |       |  |  |  |  |  |
| Fonte: Ministero dell'interno |                             |                              |         |       |  |  |  |  |  |

### XIII legislatura
|                               | Ornella Piloni ✔️ Eletta    | L'Ulivo                                  | 59 406  | 38,09 |  |  |  |  |  |
|                               | Pasquale Balzano Prota      | Polo per le Libertà                      | 53 046  | 34,01 |  |  |  |  |  |
|                               | Erminio Busnelli            | Lega Nord                                | 33 494  | 21,47 |  |  |  |  |  |
|                               | Gaetana Elisabetta De Marco | Lista Pannella-Sgarbi                    | 3 198   | 2,05  |  |  |  |  |  |
|                               | Giovanni Paglia             | Lega per l'Autonomia - Alleanza Lombarda | 2 079   | 1,33  |  |  |  |  |  |
|                               | Franco Gnocchi              | Movimento Sociale Fiamma Tricolore       | 1 959   | 1,26  |  |  |  |  |  |
|                               | Giovanni Buccio             | Federazione Liste Civiche                | 1 655   | 1,06  |  |  |  |  |  |
|                               | Giovanni Elio Autorino      | Socialista                               | 1 133   | 0,73  |  |  |  |  |  |
| Totale                        | Totale                      | Totale                                   | 155 970 | 100   |  |  |  |  |  |
|                               |                             |                                          |         |       |  |  |  |  |  |
| Voti non validi               | Voti non validi             | Voti non validi                          | 7 575   | 4,63  |  |  |  |  |  |
| Votanti                       | Votanti                     | Votanti                                  | 163 545 | 89,98 |  |  |  |  |  |
| Elettori                      | Elettori                    | Elettori                                 | 181 751 |       |  |  |  |  |  |
|                               |                             |                                          |         |       |  |  |  |  |  |
| Data: 21 aprile 1996          |                             |                                          |         |       |  |  |  |  |  |
| Fonte: Ministero dell'interno |                             |                                          |         |       |  |  |  |  |  |

### XIV legislatura
|                               | Cesarino Monti ✔️ Eletto    | Casa delle Libertà                       | 71 809  | 44,51 |  |  |  |  |  |
|                               | Alessandro Pollio Salimbeni | L'Ulivo                                  | 56 956  | 35,30 |  |  |  |  |  |
|                               | Ernesto Cairoli             | Partito della Rifondazione Comunista     | 9 601   | 5,95  |  |  |  |  |  |
|                               | Marco Ingrassia             | Lega per l'Autonomia - Alleanza Lombarda | 7 548   | 4,68  |  |  |  |  |  |
|                               | Alfredo Toppeta             | Lista Di Pietro                          | 5 021   | 3,11  |  |  |  |  |  |
|                               | Gaetana Elisabetta De Marco | Lista Pannella-Bonino                    | 4 108   | 2,55  |  |  |  |  |  |
|                               | Paolo Lazzati               | Democrazia Europea                       | 1 813   | 1,12  |  |  |  |  |  |
|                               | Maria Grazia Piazza         | Partito Pensionati                       | 1 801   | 1,12  |  |  |  |  |  |
|                               | Valter Redaelli             | Fiamma Tricolore                         | 1 601   | 0,99  |  |  |  |  |  |
|                               | Silvio Rizzo                | Forza Nuova                              | 539     | 0,33  |  |  |  |  |  |
|                               | Alessandro Serra            | I Liberaldemocratici - Basta!            | 307     | 0,19  |  |  |  |  |  |
|                               | Camillo Guglielmo Bonacina  | Partito Liberal-Popolare                 | 225     | 0,14  |  |  |  |  |  |
| Totale                        | Totale                      | Totale                                   | 161 329 | 100   |  |  |  |  |  |
|                               |                             |                                          |         |       |  |  |  |  |  |
| Voti non validi               | Voti non validi             | Voti non validi                          | 7 236   | 4,29  |  |  |  |  |  |
| Votanti                       | Votanti                     | Votanti                                  | 168 565 | 87,15 |  |  |  |  |  |
| Elettori                      | Elettori                    | Elettori                                 | 193 415 |       |  |  |  |  |  |
|                               |                             |                                          |         |       |  |  |  |  |  |
| Data: 13 maggio 2001          |                             |                                          |         |       |  |  |  |  |  |
| Fonte: Ministero dell'interno |                             |                                          |         |       |  |  |  |  |  |